# Gymnonerius andamanensis
Gymnonerius andamanensis är en tvåvingeart som beskrevs av Willi Hennig 1937. Gymnonerius andamanensis ingår i släktet Gymnonerius och familjen Neriidae.
Artens utbredningsområde är Andamanerna. Inga underarter finns listade i Catalogue of Life.